# EIS Einlagensicherungsbank
Die EIS Einlagensicherungsbank GmbH war eine Spezialbank im Kontext der Einlagensicherung der privaten Banken in Deutschland. Ihre wesentlichen Aufgaben bestanden in der Unterstützung des Einlagensicherungsfonds und der Entschädigungseinrichtung deutscher Banken GmbH bei der Abwicklung von Banken, der Einlegerentschädigung, der Beitragserhebung, der Vermögensanlage und weiterer Unterstützungsleistungen im Dienste der Sicherung der Finanzmarktstabilität.

## Geschichte
Die EIS Einlagensicherungsbank GmbH wurde 2014 gegründet und nahm im Jahr 2016 ihre Tätigkeit auf. Zum 1. Juni 2016 übernahm die Bank das Kreditportfolio der Bankhaus Wölbern & Co. (AG & Co. KG) i. L., Hamburg, im Wege der Abtretung. Das übernommene Portfolio wies überwiegend zahlungsgestörte Kredite auf. Zum 2. Mai 2018 übernahm die Bank ein Portfolio mit grundpfandrechtlich gesicherten gewerblichen Immobilienfinanzierungen von der Valovis Bank. Beide Portfolien werden unter Berücksichtigung der Kundeninteressen geordnet abgebaut. Im Dezember 2023 wurde die Bank geschlossen.